# チュラーロンコーン大学
チュラーロンコーン大学（タイ語: จุฬาลงกรณ์มหาวิทยาลัย、RTGS: Chulalongkon Mahawitthayalai、発音 [t͡ɕù.lāː.lōŋ.kɔ̄ːn mā.hǎː.wít.tʰā.jāː.lāj]、英語：Chulalongkorn University、CU または  Chula）とは1917年に設立されたタイ王国において最も古い歴史を有する権威ある国立大学である。現在19の学部と多数の研究施設があり、メインキャンパスは、バンコク都心最大の繁華街の一つであるサイアム・スクエア近くに広大な敷地を有し、伝統的なタイ建築と現代的なデザイン建築および緑豊かな自然をうまく融合させた環境を構築している。大学名はチュラーロンコーン大王（ラーマ5世）に由来し、後継者であるワチラーウット王（ラーマ6世）によって設立された。長年、タイ国内第1位の評価を受けており、特にサシン経営大学院は、東南アジアで最も古い経営大学院（ビジネススクール）の一つで、米国ノースウェスタン大学ケロッグ経営大学院との学術協定によるジョイントディグリーを提供している。国内大学の最高学府と認知されており、マヒドン大学・タマサート大学と共にタイを代表する高等教育機関である。

## 名称
名称は他の大学では「マハーウィッタヤーライ（=大学）・○○（固有名詞）」と称するのに対して、チュラーロンコーン大学のみ伝統的に「チュラーロンコーン・マハーウィッタヤーライ」という風に「大学」の語に相当する「マハーウィッタヤーライ」が固有名詞の後ろに付いている。なお1980年まではจุฬาลงกรณมหาวิทยาลัยと表記されていたがタイ語の表記法の統制のため、政府の要請でณの上に無発音記号を付けるようになった。
また、他の大学の学生が「ナック・スックサー」と呼ばれているのに対してチュラーロンコーン大学の学生は「ニシット」あるいは「ナック・スックサーニシット」と呼ばれている。なお、大学のシンボルは王室の記章でもあるプラキアオ（พระเกี้ยว）。シンボルカラーはピンクである。

## 概要
大学設立までの前史をたどると、ラーマ5世（在位1868-1910）が中央官庁を設立し、文書処理能力を備えた官人の養成のために1899年内務省付属「文官研修所」を創設、1902年にこの研修所が内務省から独立し「近習学校」と改称された。つづくラーマ6世（在位1910-1925）は、官吏養成の教育機関として「文官学校」を創設した。さらに、イギリス留学の経験から高度な技能者養成の必要性を感じており、総合的な高等教育機関設立構想計画を推進し、1917年に医学部、行政学部、工学部、文理学部として結実し、大学として発足させた。国王プーミポン・アドゥンラヤデート（ラーマ9世、2016年崩御）は卒業証書の授与を、1973年から1977年までこの大学に通いタイ王室として初めてタイ国内の大学を卒業したマハー・チャクリ・シリントーン内親王にゆだねていた。
1987年の創立40周年を迎えた時は、学部数15、学生総数1万8460人、専任教官数2416人で、タイ最大の総合大学になった。しかし、1990年代から独立行政法人化政策の波が押し寄せてきて、将来的構想に向かった議論、たとえばグローバリゼーションに向かった改革案の検討が行われている。

## 国内・世界との比較
QS Asia University Rankings 2016, アジア第45位、国内第1位である。
QS世界大学ランキング2018では、世界第245位、国内第1位である。
QS graduate employability rankings 2016では、世界第151-200位、国内第1位である。
Center for World University Ranking2016では、世界第320位、国内第1位である。
Round University Ranking 2016では、世界第424位、国内第1位である。
RUR Reputation Rankings 2016では、世界第182位、国内第1位である。
RUR Research Performance World University Rankings 2016では、世界第424位、国内第1位である。
CWTS Leiden Ranking 2016では、世界第432位、国内第1位である。
THE World University Rankings 2016では、世界第601-800位である。

## 学部

### 健康科学分野
- 医学部
- 医療衛生学部
- 看護学部
- 歯学部
- 獣医学部
- 心理学部
- スポーツ科学部
- 薬学部

### 科学技術分野
- 建築学部
- 工学部
- 農業資源学部
- 理学部

### 社会科学・人文科学分野
- 経済学部
- 教育学部
- 芸術学部
- コミュニケーションアーツ学部
- 商学・会計学部
- 政治学部
- 美術工芸学部
- 法学部

## 出身者

### タイ王族
- マヒタラーティベートアドゥンラヤデートウィクロム - ラーマ8世とラーマ9世の父
- ナラーティワートラーチャナカリン - ラーマ8世とラーマ9世の姉
- シリントーン - ラーマ9世の娘
- シリワンナワーリーナリーラット - ワチラーロンコーン国王の娘
- スパトラディット・ディッサクン
- セーニー・プラーモート

### 芸能
- アーティワラー・コンマーライ（Toon） - 歌手
- アラン・アサワスーブサクーン（Ford） - 俳優
- ウェイアー・サングーン（Joss） - 俳優
- ウッラサヤー・セパーバン - 女優
- キッティパット・ケーオチャルーン（Kaownah） - 俳優
- クリス・カンチャナーティップ（Marckris） - 歌手
- ゴンコップ・ジローモントリー（Kong） - 俳優
- サーリン・ロナギアット（Inn） - 俳優
- サハパー・ウォンラート（Mix） - 俳優
- サランチャナー・アピーサマイモンコン（Aye） - 女優
- ジラ・マリクン - 映画監督
- スウィジャック・ピヤノパロー（Keen） - 俳優
- スパ・サンガーウォーラウォン（Est） - 俳優、競泳選手
- タナット・ダーンジェスダー（Nut） - 歌手
- タワン・ウィホクラット（Tay） - 俳優
- チャニカン・タンカボディー（Prim） - 女優
- チュティワット・ジャンケーン（Heart） - 歌手
- チンタラー・スカパット - 女優
- ティータット・チュンマニラット（Thomas） - 俳優
- ティティプーン・テーシャアパイクン（New） - 俳優
- ティティマー・スッタスントーン（Waen） - 歌手
- ティパコーン・ティタターン（Ohm） - 俳優
- ティンナシット・イザラポンポーン（Barcode） - 俳優
- トンタワン・タンティウェーチャクン（Tu） - 女優
- ナタポーン・テーミーラク（Taew） - 女優
- ナッタポン・ディロックナワリット（Max） - 俳優
- ナッタワット・ジローティクン（Fourth） - 俳優
- ナパッサコーン・ピンムアン（Namping） - 俳優
- ナパット・ナ・ラノーン（Gun） - 俳優
- ナワポン・タムロンラタナリット - 映画監督
- ニティ・チャイチタトーン（Pompam） - 司会者
- ニーラ・スワナマー - 女優
- ノラウィット・ティティチャロエンラック（Gemini） - 俳優
- パーコーン・タナシーワニットチャイ（Tul） - 俳優
- パタラ・エークサーンクン（Foei） - 俳優
- パチャラ・ジラーティワット（Peach） - 俳優
- パティッター・ポーンチャムルーンラット（Pahn） - 女優
- パナチャイ・シーアーリアルングルーアン（Junior） - 俳優
- ピチェッポン・チラデサクンウォン（Hong） - 歌手
- プーウィン・タンサックユーン（Phuwin） - 俳優
- プーリクンクリット・チューサクサクンウィブーン（Amp） - 歌手
- プーンパット・イアン＝サマン（Up） - 俳優
- プルーム・ポンピサン（Pluem） - 俳優
- ポンポン・パンヤーミット（Khunpol） - 歌手、俳優
- ポンラウィット・ゲートプラパーコーン（Pond） - 俳優
- ラティパット・ルーンウォラパン（Aston） - 俳優
- ワンナラット・ワッダーリマー（Sunny） - 俳優

### その他
- アッカラポン・チャルームノン - タイの外交官、大阪総領事
- アッシリ・タマチョート - タイの作家、詩人
- ウィチット・チットウィマーン - タイの外交官、デンマーク駐箚大使兼リトアニア駐箚大使、大阪総領事
- ゴーソン・サティタマジット - タイの外交官、3代目福岡総領事
- サプシリー・タエラッタナチャイ - 女子バドミントン選手
- スラキアット・サティアンタイ - タイ王国前副首相
- ソールット・スックターウォン - タイの外交官、2代目福岡総領事
- タナティップ・ウパティシン - タイの外交官、駐日大使、フィリピン駐箚大使、ロシア駐箚大使
- タワン・タムロンナーワーサワット - 政治家
- チット・プーミサック - 作家
- チャッチャート・シッティパン - バンコク都知事
- チラナン・ピットプリーチャー - 詩人
- ニティ・イアオシーウォン - 歴史学者
- パイリン・チューチョーターウォン - タイ石油公社総裁
- パヴィン・チャチャワーンポンパン - 外交官
- ピンヨー・スワンキリ - 建築家
- プームタム・ウェーチャヤチャイ - 政治家
- ペートンターン・シナワット - タイの首相（39代）
- ラウィー・パーウィライ - タイの天文学者、作家

## 関連施設
- ジャムジュリー・アートギャラリー
- サシン経営大学院

## サシン経営大学院
サシン経営大学院 (Sasin Graduate Institute of Business Administration) は、チュラロンコン大学とアメリカの名門ビジネススクール（MBA校）であるケロッグ経営大学院とペンシルベニア大学ウォートン経営大学院のパートナーシップによって1982年に設立され、大学本部から大幅な自主運営権を与えられた完全独立採算制の大学院大学の成功モデルである。この先進的な取り組みは、これからの高等教育機関のすすむべき一つの方向性として、国内外から高い評価を得ており、同大学のロールモデルにもなっている。チュラロンコンビジネススクール（Chulalongkorn Business School: CBS）とは別組織である。

## 日本における協定校
国公立・私立問わず、様々な大学と交流を持つ。

2019年、上智大学グローバルスタディーズ研究科との間にダブルディグリープログラム協定が締結され、両国間で、国際開発、環境政治、持続可能な農業と環境、水-食料-エネルギーネクサス、人権、移民、紛争管理、公共政策に焦点を当てたさまざまなコースが共有されている。また、バンコクの国連事務所や非政府組織でのインターンシップの機会も提供されており、双方に１年ずつ在籍することによって、それぞれの機関から学位が授与される。
| 国立大学・公立大学 - 東京大学 - 京都大学 - 大阪大学 - 九州大学 - 東京医科歯科大学 - 東京工業大学 - 東京水産大学 - 北陸先端科学技術大学院大学 - 奈良先端科学技術大学院大学 - 東京外国語大学 - 国際教養大学 - 筑波大学 - 千葉大学 - 埼玉大学 - 金沢大学 - 新潟大学 - 信州大学 - 大阪市立大学 - 神戸大学 - 広島大学 - 高知大学 - 長崎大学 - 鹿児島大学 - 琉球大学 | 私立大学 - 早稲田大学 - 慶應義塾大学 - 上智大学 - ダブルディグリープログラムを設置。 - 東京理科大学 - 中央大学 - 明治大学 - 法政大学 - 青山学院大学 - 学習院大学 - 東洋大学 - 大学内にバンコクオフィスを設置。 - 芝浦工業大学 - 東海大学 - 国士舘大学 - 国際大学 - 千葉工業大学 - 東京工科大学 - 神奈川工科大学 - 昭和音楽大学 - 創価大学 - 名城大学 - 中部大学 - 同志社大学 - 立命館大学 - 関西大学 - 関西大学バンコク事務所を設置。 - 大阪工業大学 - 近畿大学 - 龍谷大学 - 大阪経済法科大学 |